# Xewkija
Xewkija és un municipi de l'illa de Gozo, a Malta. Ténia una població de 3,300 (cens de març 2014) habitants i una superfície de 4,5 km².
El nom deriva de la paraula àrab "Shawk", que significa "cars" o "espines". Xewkija és famosa per la seva església, La Rotonda de Xewkija, que està dedicada a St. Joan Baptista. És la Seu dels Cavallers de l'Ordre de Sant Joan, i va ser construït amb pedra de Malta per paletes i artesans locals. És el més gran de Gozo i la seva cúpula domina el poble. El seu arquitecte va ser Ġużè Damato. Va substituir una església més antiga. L'estàtua titular de Sant Joan Baptista va ser esculpida en fusta per Pietro Paolo Azzopardi l'any 1845.